# Prometheus (satelit natural)
Prometheus /pro.me'te.us/ este un satelit interior al lui Saturn. A fost descoperit în 1980 (pe 24 octombrie) din fotografiile făcute de sonda Voyager 1 și a fost denumit provizoriu S/1980 S 27. 
La sfârșitul anului 1985, a fost numit oficial după Prometeu, un titan din mitologia greacă.  Este denumit și Saturn XVI. 
Prometeu este extrem de alungit, măsurând aproximativ 136 km × 79 km × 59 km. Are mai multe creste și văi și un număr de cratere de aproximativ 20 kilometri (12 mi) sunt vizibile, dar este mai puțin craterizat decât Pandora, Epimetheus și Janus din apropiere. Din cauza densității sale foarte scăzute și a albedoului relativ ridicat, este probabil ca Prometheus să fie un corp de gheață foarte poros. Există totuși multă incertitudine în aceste valori și, prin urmare, acest lucru rămâne să fie confirmat.

## Interacțiuni cu Inelul F și cu alți sateliți
Prometheus este un satelit păstor pentru marginea interioară a inelului F îngust al lui Saturn. Pandora orbitează chiar în afara Inelului F și a fost văzută în mod tradițional ca un păstor exterior al inelului; cu toate acestea, studii recente indică faptul că doar Prometheus contribuie la menținerea inelului.  

Imaginile de la sonda Cassini arată că câmpul gravitațional Promethean creează îndoituri și noduri în inelul F în timp ce „fură” material din acesta. Orbita lui Prometheus pare a fi haotică, datorită unei serii de patru rezonanțe de 121:118 cu Pandora.  Cele mai apreciabile modificări ale orbitelor lor au loc aproximativ la fiecare 6,2 ani,  când periapsida Pandorei se aliniază cu apoapsida lui Prometeu, pe măsură ce se apropie până la aproximativ 1400 km. Prometeu este însuși un perturbator semnificativ al lui Atlas, cu care se află într-o rezonanță de longitudine medie de 53:54. 

## Imagini selectate
|                                          |
| Prometheus trăgând material din Inelul F |

|                                         |
| Prometheus făcând îndoituri în Inelul F |

|                                    |
| Imagine Voyager 2 (25 august 1981) |

| |
| Imagine Cassini (cu capătul îndreptat spre Saturn în dreapta jos) care scoate la iveală o suprafață acoperită cu o pătură de material fin. |

|                                                                                        |
| Imagine din 27 ian. 2010 .Lumina lui Saturn iluminează partea înnoptată a satelitului. |

|                                            |
| Versiune mai luminată a aceleiași imagini. |

|                                             |
| Zbor pe lângă Prometheus (6 decembrie 2015) |

## Animații
| |
| Prometheus se ciocnește cu inelul F, trage o parte din inel, și lasă în urmă un canal întunecat. 12 secunde 107 kbit/s |

|                                                                         |
| Videoclip cu Prometheus și Inelul F repetat o dată. 5 secunde 48 kbit/s |